# Dale Dickey
Diana Dale Dickey (Knoxville, 29 settembre 1961) è un'attrice statunitense, nota principalmente per il ruolo di Patty in My Name Is Earl.

## Biografia
Nata a Knoxville, nel Tennessee, dove si è diplomata presso il Bearden High School, successivamente studia all'Università del Tennessee. Inizia la sua carriera d'attrice attorno alla metà degli anni novanta, partecipando al film Due ragazze innamorate. Nel corso degli anni si divide tra cinema e televisione, recitando in film come La promessa, Domino e Changeling. Per la televisione è apparsa in varie serie televisive, tra cui CSI - Scena del crimine, X-Files, Una mamma per amica, Ugly Betty e Breaking Bad, fino a ottenere la notorietà grazie al ruolo ricorrente di Patty nelle serie televisiva My Name Is Earl. Nel 2010 vince un Independent Spirit Award per la miglior attrice non protagonista per la sua interpretazione nel film Un gelido inverno. Nel 2012 recita in alcuni episodi della quinta stagione di True Blood, nel ruolo di Martha Bozeman.

## Filmografia parziale

### Cinema
- Due ragazze innamorate (The Incredibly True Adventure of Two Girls in Love), regia di Maria Maggenti (1995)
- La promessa (The Pledge), regia di Sean Penn (2001)
- Domino, regia di Tony Scott (2005)
- Changeling, regia di Clint Eastwood (2008)
- A Perfect Getaway - Una perfetta via di fuga (A Perfect Getaway), regia di David Twohy (2009)
- Un gelido inverno (Winter's Bone), regia di Debra Granik (2010)
- Super 8, regia di J. J. Abrams (2011)
- Being Flynn, regia di Paul Weitz (2012)
- Parto con mamma (The Guilt Trip), regia di Anne Fletcher (2012)
- Blues for Willadean regia di Del Shores (2012)
- Iron Man 3, regia di Shane Black (2013)
- Evidence, regia di Olatunde Osunsanmi (2013)
- C.O.G., regia di Kyle Patrick Alvarez (2013)
- Cate McCall - Il confine della verità (The Trials of Cate McCall), regia di Karen Moncrieff (2013)
- White Bird (White Bird in a Blizzard), regia di Gregg Araki (2014)
- Regression, regia di Alejandro Amenábar (2015)
- Blood Father, regia di Jean-François Richet (2016)
- Hell or High Water, regia di David Mackenzie (2016)
- Senza lasciare traccia (Leave No Trace), regia di Debra Granik (2018)
- Palm Springs - Vivi come se non ci fosse un domani (Palm Springs), regia di Max Barbakow (2020)
- Una vita in fuga (Flag Day), regia di Sean Penn (2021)
- No Exit, regia di Damien Power (2022)
- Horizon: An American Saga - Capitolo 1 (Horizon: An American Saga - Chapter 1), regia di Kevin Costner (2024)

### Televisione
- X-Files – serie TV, episodio 8x21 (2001)
- E.R. - Medici in prima linea (ER) – serie TV, 1 episodio (2004)
- My Name Is Earl – serie TV, 19 episodi (2005-2009)
- Cold Case - Delitti irrisolti (Cold Case) – serie TV, episodio 3x23 (2006)
- Criminal Minds – serie TV, 1 episodio 5x21 (2009)
- Breaking Bad – serie TV, 2 episodi (2009)
- Programma protezione principesse (Princess Protection Program), regia di Allison Liddi-Brown – film TV (2009)
- Law & Order: LA – serie TV, 1 episodio (2010)
- Grey's Anatomy – serie TV, episodio 9x10 (2012)
- True Blood – serie TV, 12 episodi (2012-2013)
- Bonnie & Clyde – miniserie TV, 2 puntate (2013)
- Sons of Anarchy - serie TV, episodio 7x08 (2014)
- Claws – serie TV, 11 episodi (2017-2020)
- Shameless – serie TV, episodio 8x04 (2017)
- Into the Dark – serie TV, episodio 1x03 (2018)
- Unbelievable – miniserie TV, 6 puntate (2019)
- Why Women Kill – serie TV, episodio 1x06 (2019)
- Room 104 – serie TV, episodio 3x02 (2019)
- Loro (Them) – serie TV, 3 episodi (2021)
- Ragazze vincenti - La serie (A League of Their Own) – serie TV, 8 episodi (2022)
- Station 19 – serie TV, episodio 6x15 (2023)
- Lawmen - La storia di Bass Reeves (Lawmen: Bass Reeves), regia di Christina Alexandra Voros e Damian Marcano – miniserie TV, puntate 4-6 (2023)
- Fallout – serie TV, episodio 1x02 (2024)

## Doppiatrici italiane
Nelle versioni in italiano delle opere in cui ha recitato, Dale Dickey è stata doppiata da:
- Graziella Polesinanti in My Name Is Earl, Iron Man 3, Senza lasciare traccia, Loro, Horizon: An American Saga - Capitolo 1
- Ludovica Modugno ne Un gelido inverno, True Blood, Grey's Anatomy
- Barbara Castracane in Palm Springs - Vivi come se non ci fosse un domani, Ragazze vincenti - La serie, Lawmen - La storia di Bass Reeves
- Alessandra Cassioli ne La promessa, Bosch: l'eredità
- Paola Giannetti in Cold Case - Delitti irrisolti, Sons of Anarchy
- Antonella Giannini in White Bird, No Exit
- Chiara Salerno in The Closer
- Aurora Cancian in Regression
- Doriana Chierici in Hell or High Water
- Mirta Pepe in Better Things
- Isabella Pasanisi in Claws
- Stefania Romagnoli in Unbelievable
- Beatrice Margiotti in Into the Dark
- Marina Tagliaferri in Una vita in fuga
- Cristina Noci in Station 19
- Tiziana Avarista in Fallout